# Гранитов, Иван Михайлович
Иван Михайлович Гранитов (25 июля (6 августа) 1875, Ряжск, Рязанская губерния или Верный — 12 февраля 1920 или 12 февраля 1921, станица Софийская) — священник Русской православной церкви, в 2000 году включён в Собор новомучеников и исповедников Российских.

## Биография
Родился в Ряжске в семье священника (в некоторых источниках местом рождения указывается Верный). 13 июня 1897 года окончил Рязанскую духовную семинарию по первому разряду, 12 сентября назначен учителем в церковно-приходскую школу села Крещенское-Баево Рязанского уезда.
30 июня 1899 года епископом Туркестанским и Ташкентским Аркадием (Карпинским) определён на службу в Туркестанскую епархию к церкви Покрова Пресвятой Богородицы села Высокое Чимкентского уезда Сырдарьинской области. 6 августа епископом Рязанским Мелетием (Якимовым) рукоположён в диакона, 8 августа — в иерея. С 15 октября 1899 года преподавал закон божий в приходских училищах. В 1902 году награждён набедренником. С 28 мая 1903 года и до 17 июля 1904 находился на должности благочинного.
С 1906 года служил настоятелем Покровской церкви села Чалдовар. 22 февраля 1908 года назначен настоятелем Никольского храма села Сазановка Пржевальского уезда.
С 1909 года служил настоятелем Николаевской церкви станицы Софийской. 6 мая 1909 года награждён камилавкой, в 1912 года — наперсным крестом от Святейшего Синода, 2 октября 1916 года — орденом святой Анны III степени.
11 февраля 1920 или 1921 года арестован по обвинению в «контрреволюционных выступлениях против советской власти за всё время её существования в Семиречье, в укрывании запасов хлеба», в тот же день осуждён по статье 58-10 УК РСФСР полномочной тройкой обкома, облревкома и обл. ЧК по Верненскому уезду. Приговорён к высшей мере наказания, расстрелян в ночь с 11 на 12 февраля. Перед расстрелом подвергся пыткам и издевательствам. Похоронен в неизвестной общей могиле. В 1998 году на месте расстрела установлен поклонный крест.

## Канонизация
В 2000 году решением Архиерейского юбилейного Собора по представлению Алма-Атинской епархии был включён в Собор новомучеников и исповедников Российских.